# Rifugio Pederü
Il rifugio Pederü (in ladino Ücia Pederü) è un rifugio situato nel Parco naturale Fanes - Sennes e Braies in Alto Adige, a 1.548 m s.l.m. Per il rifugio transita l'alta via n. 1.
Il rifugio è facilmente raggiungibile percorrendo la strada che porta da San Vigilio di Marebbe attraverso la val di Rudo (Rautal) in direzione sud-est.

## Storia
Fin dall'inizio della prima guerra mondiale la fine della val di Rudo venne occupata militarmente svolgendo la funzione di collegare il rifugio Fanes al rifugio Sennes, dove iniziarono a costruirsi alcune baracche facenti parte di un piccolo villaggio prevalentemente abitato da artigiani. Qui erano sorti gli accampamenti per i Kaiserjäger con annessi un lazzaretto, un cimitero e persino una riserva d'acqua. Per mantenere i collegamenti furono anche costruite apposite teleferiche e linee telefoniche.  Vi fu trasportato un cannone Skoda Morser M11 395mm.
Negli anni 20 il Regno d'Italia diede a Angelo Pisching il permesso di abbattere ciò che rimaneva del vecchio villaggio militare: bruciando le baracche le trasformò in carbone. Poche baracche non furono abbattute come ad esempio quella degli ufficiali che divenne il rifugio; altre vennero adibite a stalla, magazzino o deposito.
Dal 1935 la piccola baracca in legno degli ufficiali venne trasformata in un edificio in pietra, che fu completato solamente dopo la fine della seconda guerra mondiale dal figlio di Angelo, Adolf Pisching, che nel 1946 sposò Ida e iniziarono a vivere li.
Dal 1953 decisero di iniziare a costruire e ad affittare alcune camere e nel 1959 fu costruita la sala da pranzo ed una prima centrale idroelettrica. Ulteriori sviluppi del rifugio si realizzarono nel 1960, nel 1966 e nel 1974. Dal 1975 il rifugio iniziò ad aprire in entrambe le stagioni, estiva e invernale.

## Accessi
È possibile raggiungere il rifugio:
- da San Vigilio percorrere la val di Rudo;
- dal rifugio Sennes, passando per il rifugio Fodara Veda, sentiero n. 7 in 1,5 h
- dal rifugio Fanes, sentiero n. 7, in 1,5 h

## Rifugi vicini
Sentieri e biforcazioni

{\displaystyle verso\ est\Rightarrow \left.{\begin{aligned}&gruppo\ di\\[-0.5ex]&serpentine\\[-0.5ex]&ripide\end{aligned}}\right.\Rightarrow {\begin{cases}\Rightarrow rifugio\ Sennes{\begin{cases}\Rightarrow rifugio\ Munt\ de\ Sennes\\\Rightarrow rifugio\ Biella\end{cases}}\\rifugio\ Fodara\ Vedla\Longrightarrow malga\ Ra\ Stua\end{cases}}}

{\displaystyle verso\ sud\Longrightarrow {\begin{cases}rifugio\ Fanes\Rightarrow Pso.\ Limo\Rightarrow {\begin{cases}\Longrightarrow valle\ del\ Boite\\rifugio\ Fanes\ Grande\\\Longrightarrow bivacco\ della\ Pace\\\Longrightarrow zona\ del\ Lagazuoi\end{cases}}\\rifugio\ La\ Varella\end{cases}}}